# Kenilworth (Utah)
Kenilworth es un lugar designado por el censo situado en el condado de Carbon, Utah  (Estados Unidos). Según el censo de 2010 tenía una población de 180 habitantes.

## Demografía
Según el censo de 2010, Kenilworth tenía una población en la que el 92,8% eran blancos, 0,0% afroamericanos, 0,0% amerindios, 0,1% asiáticos, 0,0% isleños del Pacífico, el 5,0% de otras razas, y el 2,2% pertenecían a dos o más razas. Del total de la población el 20,0% eran hispanos o latinos de cualquier raza.